# Aliança Democrática (2024)
A ALIANÇA DEMOCRÁTICA (PPD/PSD.CDS-PP.PPM) também chamada pela sigla AD, foi até 26 de março de 2025, uma coligação política em Portugal de centro-direita, formada pelo Partido Social Democrata (PPD/PSD), CDS – Partido Popular (CDS–PP), Partido Popular Monárquico (PPM) e personalidades independentes. Teve como fundadores Luís Montenegro, Nuno Melo e Gonçalo da Câmara Pereira, bem como diversas personalidades independentes.

## História

### Tentativas anteriores
A primeira Aliança Democrática foi acordada entre 1979 e 1983 entre Francisco Sá Carneiro, Diogo Freitas do Amaral e Gonçalo Ribeiro Telles. A coligação terminou em 1983 e desde então tem havido sucessivas tentativas de reformular a coligação.
Em 1985, antecipando as eleições presidenciais do ano seguinte, o "espírito da AD" foi revivido para apoiar a candidatura de Freitas do Amaral, sem o apoio do Movimento dos Reformadores que as perdeu numa segunda volta que não se evitou por escassa margem.

### A nível local
Nas eleições legislativas de 2022, o PSD, o CDS–PP e o PPM reviveram esta coligação apenas no círculo eleitoral dos Açores.
Nas eleições legislativas de 2025, vai continuar esta coligação, mesmo tendo acabado a nível nacional.

### AD de Luís Montenegro, Nuno Melo e de Gonçalo Câmara Pereira
A coligação foi restaurada em 21 de dezembro de 2023, abrangendo as eleições legislativas de 2024, eleições regionais dos Açores de 2024 e eleições europeias de 2024, e em sintonia com os acordos locais para as autárquicas de 2025. Esta reedição da AD inclui, além dos três partidos base, uma plataforma de independentes, como é assinalado no comunicado conjunto de constituição da coligação. O uso do nome Aliança Democrática foi contestado pelo PPM que denunciou as condições em que foi convidado a participar, mas no dia 3 de janeiro de 2024 o PPM aceitou as propostas e entrou para a coligação, ficando assim os 3 partidos fundadores na coligação atual.

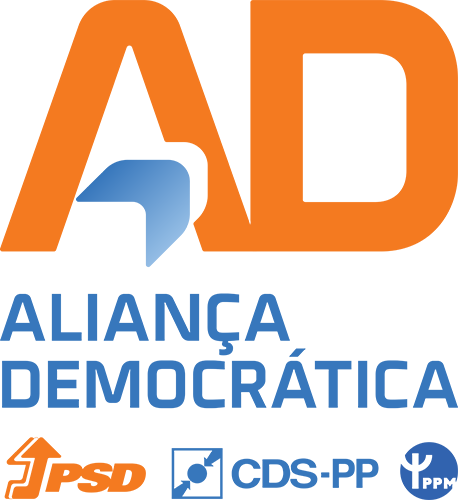
Logotipo da AD usado de janeiro até abril de 2024.

No âmbito das eleições legislativas de 2024, a Aliança Democrática concorreu a todos os círculos de Portugal continental, ao círculo dos Açores e aos círculos da emigração (Europa e Fora da Europa), ficando excluído o círculo da Madeira, no qual existirá uma coligação apenas entre PPD/PSD e CDS-PP (Madeira Primeiro).
A 20 de julho de 2024, após as eleições legislativas de 2024, eleições regionais dos Açores de 2024 e eleições europeias de 2024, Nuno Melo anunciou no 50º aniversário do CDS-PP que o partido não iria concorrer ao lado do PSD nas eleições autárquicas que se realizarão em 2025, dizendo que o CDS "não se pinta de cor de laranja".
A 26 de março de 2025 foi confirmada a saída do PPM desta coligação por não lhe ter sido oferecido um único lugar elegível nas listas para as eleições legislativas desse ano.
A 28 de março de 2025 foi anunciado que o nome da coligação iria passar a ser "AD - Aliança Democrática - PSD/CDS", mas no dia 31 de março de 2025 o Tribunal Constitucional decidiu, que a coligação entre PSD e CDS não pode usar sigla AD e nome Aliança Democrática, sem o Partido Popular Monárquico (PPM), o nome da coligação entre PSD e CDS será AD - Coligação PSD/CDS.

## Organização

### Partidos constituintes
| Partidos | Partidos                   | Líder                  | Ideologia                                               | Espectro       |
| -------- | -------------------------- | ---------------------- | ------------------------------------------------------- | -------------- |
|          | Partido Social Democrata   | Luís Montenegro        | Conservadorismo liberal Liberalismo económico           | Centro-direita |
|          | CDS – Partido Popular      | Nuno Melo              | Democracia cristã Conservadorismo Liberalismo económico | Centro-direita |
|          | Partido Popular Monárquico | Gonçalo Câmara Pereira | Monarquismo Tradicionalismo Democracia cristã           | Direita        |

### Listas eleitorais por círculo eleitoral e por partido
Partido Social Democrata      CDS – Partido Popular      Partido Popular Monárquico      Independente

#### Eleições legislativas de 2024[13]
| #  | Círculo eleitoral | Círculo eleitoral | Círculo eleitoral | Círculo eleitoral | Círculo eleitoral | Círculo eleitoral | Círculo eleitoral | Círculo eleitoral | Círculo eleitoral | Círculo eleitoral | Círculo eleitoral | Círculo eleitoral | Círculo eleitoral | Círculo eleitoral | Círculo eleitoral | Círculo eleitoral | Círculo eleitoral | Círculo eleitoral | Círculo eleitoral | Círculo eleitoral | Círculo eleitoral | Círculo eleitoral |
| #  | Aç                | Av                | Bj                | Bg                | Bç                | CB                | Cª                | Év                | Fº                | Gª                | Lr                | Lx                | Mª                | Pa                | Pº                | Sr                | Sb                | VC                | VR                | Vs                | Eu                | Mu                |
| -- | ----------------- | ----------------- | ----------------- | ----------------- | ----------------- | ----------------- | ----------------- | ----------------- | ----------------- | ----------------- | ----------------- | ----------------- | ----------------- | ----------------- | ----------------- | ----------------- | ----------------- | ----------------- | ----------------- | ----------------- | ----------------- | ----------------- |
| 1  |                   |                   |                   |                   |                   |                   |                   |                   |                   |                   |                   |                   |                   |                   |                   |                   |                   |                   |                   |                   |                   |                   |
| 2  |                   |                   |                   |                   |                   |                   |                   |                   |                   |                   |                   |                   |                   |                   |                   |                   |                   |                   |                   |                   |                   |                   |
| 3  |                   |                   |                   |                   |                   |                   |                   |                   |                   |                   |                   |                   |                   |                   |                   |                   |                   |                   |                   |                   |                   |                   |
| 4  |                   |                   |                   |                   |                   |                   |                   |                   |                   |                   |                   |                   |                   |                   |                   |                   |                   |                   |                   |                   |                   |                   |
| 5  |                   |                   |                   |                   |                   |                   |                   |                   |                   |                   |                   |                   |                   |                   |                   |                   |                   |                   |                   |                   |                   |                   |
| 6  |                   |                   |                   |                   |                   |                   |                   |                   |                   |                   |                   |                   |                   |                   |                   |                   |                   |                   |                   |                   |                   |                   |
| 7  |                   |                   |                   |                   |                   |                   |                   |                   |                   |                   |                   |                   |                   |                   |                   |                   |                   |                   |                   |                   |                   |                   |
| 8  |                   |                   |                   |                   |                   |                   |                   |                   |                   |                   |                   |                   |                   |                   |                   |                   |                   |                   |                   |                   |                   |                   |
| 9  |                   |                   |                   |                   |                   |                   |                   |                   |                   |                   |                   |                   |                   |                   |                   |                   |                   |                   |                   |                   |                   |                   |
| 10 |                   |                   |                   |                   |                   |                   |                   |                   |                   |                   |                   |                   |                   |                   |                   |                   |                   |                   |                   |                   |                   |                   |
| 11 |                   |                   |                   |                   |                   |                   |                   |                   |                   |                   |                   |                   |                   |                   |                   |                   |                   |                   |                   |                   |                   |                   |
| 12 |                   |                   |                   |                   |                   |                   |                   |                   |                   |                   |                   |                   |                   |                   |                   |                   |                   |                   |                   |                   |                   |                   |
| 13 |                   |                   |                   |                   |                   |                   |                   |                   |                   |                   |                   |                   |                   |                   |                   |                   |                   |                   |                   |                   |                   |                   |
| 14 |                   |                   |                   |                   |                   |                   |                   |                   |                   |                   |                   |                   |                   |                   |                   |                   |                   |                   |                   |                   |                   |                   |
| 15 |                   |                   |                   |                   |                   |                   |                   |                   |                   |                   |                   |                   |                   |                   |                   |                   |                   |                   |                   |                   |                   |                   |
| 16 |                   |                   |                   |                   |                   |                   |                   |                   |                   |                   |                   |                   |                   |                   |                   |                   |                   |                   |                   |                   |                   |                   |
| 17 |                   |                   |                   |                   |                   |                   |                   |                   |                   |                   |                   |                   |                   |                   |                   |                   |                   |                   |                   |                   |                   |                   |
| 18 |                   |                   |                   |                   |                   |                   |                   |                   |                   |                   |                   |                   |                   |                   |                   |                   |                   |                   |                   |                   |                   |                   |
| 19 |                   |                   |                   |                   |                   |                   |                   |                   |                   |                   |                   |                   |                   |                   |                   |                   |                   |                   |                   |                   |                   |                   |
| 20 |                   |                   |                   |                   |                   |                   |                   |                   |                   |                   |                   |                   |                   |                   |                   |                   |                   |                   |                   |                   |                   |                   |
| 21 |                   |                   |                   |                   |                   |                   |                   |                   |                   |                   |                   |                   |                   |                   |                   |                   |                   |                   |                   |                   |                   |                   |
| 22 |                   |                   |                   |                   |                   |                   |                   |                   |                   |                   |                   |                   |                   |                   |                   |                   |                   |                   |                   |                   |                   |                   |
| 23 |                   |                   |                   |                   |                   |                   |                   |                   |                   |                   |                   |                   |                   |                   |                   |                   |                   |                   |                   |                   |                   |                   |
| 24 |                   |                   |                   |                   |                   |                   |                   |                   |                   |                   |                   |                   |                   |                   |                   |                   |                   |                   |                   |                   |                   |                   |
| 25 |                   |                   |                   |                   |                   |                   |                   |                   |                   |                   |                   |                   |                   |                   |                   |                   |                   |                   |                   |                   |                   |                   |
| 26 |                   |                   |                   |                   |                   |                   |                   |                   |                   |                   |                   |                   |                   |                   |                   |                   |                   |                   |                   |                   |                   |                   |
| 27 |                   |                   |                   |                   |                   |                   |                   |                   |                   |                   |                   |                   |                   |                   |                   |                   |                   |                   |                   |                   |                   |                   |
| 28 |                   |                   |                   |                   |                   |                   |                   |                   |                   |                   |                   |                   |                   |                   |                   |                   |                   |                   |                   |                   |                   |                   |
| 29 |                   |                   |                   |                   |                   |                   |                   |                   |                   |                   |                   |                   |                   |                   |                   |                   |                   |                   |                   |                   |                   |                   |
| 30 |                   |                   |                   |                   |                   |                   |                   |                   |                   |                   |                   |                   |                   |                   |                   |                   |                   |                   |                   |                   |                   |                   |
| 31 |                   |                   |                   |                   |                   |                   |                   |                   |                   |                   |                   |                   |                   |                   |                   |                   |                   |                   |                   |                   |                   |                   |
| 32 |                   |                   |                   |                   |                   |                   |                   |                   |                   |                   |                   |                   |                   |                   |                   |                   |                   |                   |                   |                   |                   |                   |
| 33 |                   |                   |                   |                   |                   |                   |                   |                   |                   |                   |                   |                   |                   |                   |                   |                   |                   |                   |                   |                   |                   |                   |
| 34 |                   |                   |                   |                   |                   |                   |                   |                   |                   |                   |                   |                   |                   |                   |                   |                   |                   |                   |                   |                   |                   |                   |
| 35 |                   |                   |                   |                   |                   |                   |                   |                   |                   |                   |                   |                   |                   |                   |                   |                   |                   |                   |                   |                   |                   |                   |
| 36 |                   |                   |                   |                   |                   |                   |                   |                   |                   |                   |                   |                   |                   |                   |                   |                   |                   |                   |                   |                   |                   |                   |
| 37 |                   |                   |                   |                   |                   |                   |                   |                   |                   |                   |                   |                   |                   |                   |                   |                   |                   |                   |                   |                   |                   |                   |
| 38 |                   |                   |                   |                   |                   |                   |                   |                   |                   |                   |                   |                   |                   |                   |                   |                   |                   |                   |                   |                   |                   |                   |
| 39 |                   |                   |                   |                   |                   |                   |                   |                   |                   |                   |                   |                   |                   |                   |                   |                   |                   |                   |                   |                   |                   |                   |
| 40 |                   |                   |                   |                   |                   |                   |                   |                   |                   |                   |                   |                   |                   |                   |                   |                   |                   |                   |                   |                   |                   |                   |
| 41 |                   |                   |                   |                   |                   |                   |                   |                   |                   |                   |                   |                   |                   |                   |                   |                   |                   |                   |                   |                   |                   |                   |
| 42 |                   |                   |                   |                   |                   |                   |                   |                   |                   |                   |                   |                   |                   |                   |                   |                   |                   |                   |                   |                   |                   |                   |
| 43 |                   |                   |                   |                   |                   |                   |                   |                   |                   |                   |                   |                   |                   |                   |                   |                   |                   |                   |                   |                   |                   |                   |
| 44 |                   |                   |                   |                   |                   |                   |                   |                   |                   |                   |                   |                   |                   |                   |                   |                   |                   |                   |                   |                   |                   |                   |
| 45 |                   |                   |                   |                   |                   |                   |                   |                   |                   |                   |                   |                   |                   |                   |                   |                   |                   |                   |                   |                   |                   |                   |
| 46 |                   |                   |                   |                   |                   |                   |                   |                   |                   |                   |                   |                   |                   |                   |                   |                   |                   |                   |                   |                   |                   |                   |
| 47 |                   |                   |                   |                   |                   |                   |                   |                   |                   |                   |                   |                   |                   |                   |                   |                   |                   |                   |                   |                   |                   |                   |
| 48 |                   |                   |                   |                   |                   |                   |                   |                   |                   |                   |                   |                   |                   |                   |                   |                   |                   |                   |                   |                   |                   |                   |

#### Eleições europeias de 2024[14]
| #             | 1 | 2 | 3 | 4 | 5 | 6 | 7 | 8 | 9 | 10 | 11 | 12 | 13 | 14 | 15 | 16 | 17 | 18 | 19 | 20 | 21 |
| ------------- | - | - | - | - | - | - | - | - | - | -- | -- | -- | -- | -- | -- | -- | -- | -- | -- | -- | -- |
| Círculo único |   |   |   |   |   |   |   |   |   |    |    |    |    |    |    |    |    |    |    |    |    |

#### Eleições Regionais dosAçoresde 2024[15]
| #  | Círculo eleitoral | Círculo eleitoral | Círculo eleitoral | Círculo eleitoral | Círculo eleitoral | Círculo eleitoral | Círculo eleitoral | Círculo eleitoral | Círculo eleitoral | Círculo eleitoral |
| #  | Corvo             | Faial             | Flores            | Graciosa          | Pico              | S.Maria           | S.Jorge           | S.Miguel          | Terceira          | Compensação       |
| -- | ----------------- | ----------------- | ----------------- | ----------------- | ----------------- | ----------------- | ----------------- | ----------------- | ----------------- | ----------------- |
| 1  |                   |                   |                   |                   |                   |                   |                   |                   |                   |                   |
| 2  |                   |                   |                   |                   |                   |                   |                   |                   |                   |                   |
| 3  |                   |                   |                   |                   |                   |                   |                   |                   |                   |                   |
| 4  |                   |                   |                   |                   |                   |                   |                   |                   |                   |                   |
| 5  |                   |                   |                   |                   |                   |                   |                   |                   |                   |                   |
| 6  |                   |                   |                   |                   |                   |                   |                   |                   |                   |                   |
| 7  |                   |                   |                   |                   |                   |                   |                   |                   |                   |                   |
| 8  |                   |                   |                   |                   |                   |                   |                   |                   |                   |                   |
| 9  |                   |                   |                   |                   |                   |                   |                   |                   |                   |                   |
| 10 |                   |                   |                   |                   |                   |                   |                   |                   |                   |                   |
| 11 |                   |                   |                   |                   |                   |                   |                   |                   |                   |                   |
| 12 |                   |                   |                   |                   |                   |                   |                   |                   |                   |                   |
| 13 |                   |                   |                   |                   |                   |                   |                   |                   |                   |                   |
| 14 |                   |                   |                   |                   |                   |                   |                   |                   |                   |                   |
| 15 |                   |                   |                   |                   |                   |                   |                   |                   |                   |                   |
| 16 |                   |                   |                   |                   |                   |                   |                   |                   |                   |                   |
| 17 |                   |                   |                   |                   |                   |                   |                   |                   |                   |                   |
| 18 |                   |                   |                   |                   |                   |                   |                   |                   |                   |                   |
| 19 |                   |                   |                   |                   |                   |                   |                   |                   |                   |                   |
| 20 |                   |                   |                   |                   |                   |                   |                   |                   |                   |                   |

## Resultados Eleitorais

Resultados da AD nas eleições legislativas de 2024 por círculo eleitoral e apresentando os partidos dos deputados eleitos

### Eleições Legislativas
| Data | Líderes                                          | Cl. | Votos     | %              | +/- | Deputados | +/- | Status  | Notas                    |
| ---- | ------------------------------------------------ | --- | --------- | -------------- | --- | --------- | --- | ------- | ------------------------ |
| 2024 | Luís Montenegro Nuno Melo Gonçalo Câmara Pereira | 1.º | 1 814 021 | 28,02 / 100,00 |     | 77 / 230  |     | Governo | 75 / 230 2 / 230 0 / 230 |

### Eleições legislativas (Círculo dos Açores)
| Data | Líderes                                                          | Cl.  | Votos  | %            | +/-  | Deputados | +/- | Status   | Notas                                                   |
| ---- | ---------------------------------------------------------------- | ---- | ------ | ------------ | ---- | --------- | --- | -------- | ------------------------------------------------------- |
| 2022 | Rui Rio Francisco Rodrigues dos Santos Gonçalo da Câmara Pereira | 11.º | 28 520 | 0,51 / 100,0 |      | 2 / 5     |     | Oposição | Apenas no círculo eleitoral dos Açores2 / 5 0 / 5 0 / 5 |
| 2025 | Luís Montenegro Nuno Melo Gonçalo Câmara Pereira                 | 10.º | 36 879 | 0,58 / 100,0 | 0,07 | 3 / 5     | 1   | Governo  | Apenas no círculo eleitoral dos Açores3 / 50 / 5 0 / 5  |

### Eleições europeias
| Data | Cabeça de Lista   | Cl. | Votos     | %              | +/- | Deputados | +/-     | Notas                |
| ---- | ----------------- | --- | --------- | -------------- | --- | --------- | ------- | -------------------- |
| 2024 | Sebastião Bugalho | 2.º | 1 228 307 | 31,11 / 100,00 |     | 7 / 21    | Estável | 6 / 21 1 / 21 0 / 21 |

### Eleições regionais

#### Região Autónoma dos Açores
| Data | Líderes                                       | Cl. | Votos  | %              | +/- | Deputados | +/-     | Status  | Notas                 |
| ---- | --------------------------------------------- | --- | ------ | -------------- | --- | --------- | ------- | ------- | --------------------- |
| 2024 | José Manuel Bolieiro Artur Lima Paulo Estêvão | 1.º | 48 668 | 42,08 / 100,00 |     | 26 / 57   | Estável | Governo | 23 / 57 2 / 57 1 / 57 |